# Clinton (Illinois)
Clinton – miasto w Stanach Zjednoczonych, w stanie Illinois, siedziba administracyjna hrabstwa DeWitt.

## Demografia
źródła: